# Aspericreta
Aspericreta is een mosdiertjesgeslacht uit de  familie van de Smittinidae en de orde Cheilostomatida

## Soorten
- Aspericreta crassatina (Waters, 1904)
- Aspericreta favulosa (Hayward & Thorpe, 1989)
- Aspericreta georgensis Hayward & Thorpe, 1990